# USS Dewey (DDG-105)
O USS Dewey é um destroyer da classe Arleigh Burke pertencente a Marinha de Guerra dos Estados Unidos. Atualmente faz parte do Esquadrão 21 do grupo de batalha do porta-aviões USS John C. Stennis, ancorado na Base Naval de San Diego.